# أرخان شائق كوكياي
أُرْخَان شَائِق كُوكِيَاي (بالتركية: اورخان شایق كوك‌یای/Orhan Şaik Gökyay) ولد في 16 يوليو 1902، في أينبول وتوفي في 2 ديسمبر 1994. معلم وشاعر وباحث في تاريخ الأدب واللغة.
وهو شاعر محب للوطن علق في الأذهان بشعره هذا وطن من؟. أما في مجال الأدب فقد برز في النقد والبحث أكثر من الشعر.
ومن أهم الأعمال التي قام بها في المجال اللغوي تبسيط كتاب الجد قرقود.
وطوال سبعين عاماً قد اشتغل بالتدريس. وعلم الالآف الطلاب. وهو مؤلف كلمات أغنية (لو خرجت إلى قمم تلك الجبال) التي تُعد من الأغاني الكلاسيكيه التركيه والتي لحنها عارف سامي توكر.

## حياته
وُلد في أينبول وعمل مدرسا في الادب بتاريخ (16/يوليو/1952).
وهو واحد من سبعه أطفال للعائله الذي هاجر إلى (الاناضول) من بلوفديف وبعد حرب (93) الحرب الروسية العثمانية (1877-1878). والده (محمد جودت افندى) ووالدته (السيده شفيقه). واسمه الحقيقى هو (حسين وهبى). وفي أثناء وزاره (رضا نور) وزير التربية والتعليم عندما صرح لكل طالب بإتخاذ اسم تركى فقد تغير اسمه إلى (أرخان). وقد بدأ أول تعليمه في قسطمونة. وعندما كان يدرس في الصف التاسع الإعدادي قد استراح من التعليم بسبب سقوط عائلته في ازمه ماديه. وبعد أن بدأ في العمل بإدارة خاصه للكتب قد تعلق بالأدب. ونُشر أول شعر له شعر (أدب) في عام (1922) في جريده (اتشك سوز) التي في (قسطمونة). وقد رثى (كنان) أخوه بهذا الشعر الذي يحمل اسم (في قبر والدتى). وقد كرس (وصفى باشا) في شعره الثاني بعنوان (رؤيه ازمير) الذي كتبه بحزن بسبب احتلال إزمير. وفي ستدنوات حرب الاستقلال التركية قد وجد فرصه لرأيه مع محمد عاكف آرصوي المشهور الذي مر من (قسطمونة) المكان الذي مر إليه من (إسطنبول) إلى أنقرة وقد اكتسب اعجاب (محمد عاكف) وقد اظهر أول اشعاره. وفي نفس العام قبل ان يُتم تعليمه ذهب إلى انقره. وقد سجل في الصف الاخير للمدرسه التعليميه (دار المعلم) بأنقره

## تعليمه وحياته الادبيه
قد عمل بالتعليم في (بالق أسير وسامسون وبيرازيز) اعتبارً من عام (1923) بعد أن انهى تعليمه وحصل على درجه جيده جداً في دار المعلم (بأنقره). وقد انتشرت اشعاره وكتاباته باسم مستعار وانتج مجلته الادبيه باسم (تشاغلايان) وذلك بدعم من (ادرامبتلى روحى ناجى) الشاعر الذي اشتغل في (باليق اسر). ومابين اعوام (1926/1924) قد انتشرت أعماله وكتاباته وشعراء العصر المهمين مثل (جانتى وحسن البصرى ومحمد عاكف آرصوي وتوكاديزى شاكيب) وذلك في المجلة اليومية التي تصدر كل خمسة عشرة يوماً.
وقيل في عام (1927) قد سجل في الصف الاخير بمدرسه (قسطمونة) الإعدادية وسجل أيضً في المدرسة التعليميه العليا وكليه الفنون الادبيه ب إسطنبول وقد استمر تعليمه في كلا المدرستين وتأثرب محمد فؤاد كوبريلي أستاذ الجامعة. وحيث جعله يتقدم في اللغة الالمانيه. وبعد اكتمال تعليمه في المدرسة العليا عام (1930) قد بدأ التعليم من جديد. وقد قام بتدريس الادب في (بورصة (مدينة) وأسكي شهر وأنقرة وملطية (محافظة) وأدرنة وقسطمونة). وعندما كان في (بورصه) كتب شعره (هذا الوطن لمن؟!).
وتزوج ب (فرهوندا صارى اوغلو) التي قامت بالتدريس مثله في (ادرنه). ولم يكن لهم أطفال. وفي عام (1938) قد انتشرت كتاب داده قورقوت. وقد أخذ هذا العمل اسم حفيد (دى دى كوركوت). ويحياته التعليميه أيضاً قد استمر كمدير ومعلم (للكونسرفتوار) لدوله (انقره) في مكتب المعلم الموسيقى المؤَسس جديدً في (انقره) اعتباراً من عام (1939). وكتب (اورخان) كلمات نشيد (الكونسرفتوار) الذي كُتب باشتراك كلاً من (كاظم اكسيس وعلوى جمال اركان)في لحنه. وانتشر في عام (1944)لأول مره (الكايوس نامه) الذي يكون واحداً من البحوثات الهامة.
هذا الكتاب قد كُتب كنصيحه من اجل (جيلان شاه ابن امير عنصر لميالى كيكافوز).
وفي عام (1944) عندما كان مديراً قد رأى تعذيباً واُعتقل واُرسل إلى إسطنبول وانتهت وظيفته بسبب دعوة (طورانجلك) وذلك عقب استضافته في منزله ل حسين نيهال أتسز ضيف من مدرسته. وعقب استمرار اعتقاله لمده استمرت شهر واحد واُعلنت برآئته واُعيدت إليه وظيفه التعليم مره أخرى. وقد عُرفت وظائفه كمعلم في المدرسة الثانويه ب ثانوية غلطة سراي عام (1951_1947) وكمعلم بالمعهد التعليمى (شابا) بإستطنبول عام (1959_1954).
وفي عام (1957) قد استمر في نشر أعماله باللغة التركيه اليومية ومنها (تحفه الكبار في اسفار البهار)و (مأذنه الحق في اختيار الحق) ومن أعماله كتاب حاجي خليفة الذي اعطاه أهمية كبيرة و (جوكياي) الشى نشر كتاباته المسمى (بأعمال الشخصيات) وكتاب (حياة شلبى).
ومابين اعوام (1962_1959) قظ عمل كمحاضر للادب واللغة التركيه قى مدرسه ب لندن. وبعد عودته إلى تركيا عام (1962) بدأ مجدداً في وظيفته التي بالمعهد التعليمى (شابا). تقاعد في عام (1967).

## تقاعده
بعد أن تقاعد لم ينقطع عن التعليم. وفي عمر الواحد والثمانين قد عاد مجدداً إلى مهنته وقد اعطى دروساً بمكان وظيفته القديمه جامعة مرمرة وجامعة معمار سنان للفنون الجميلة واعطى دروساً أيضا في معهد (شابا). وطيله حياته قد نشر انتقاداته في مجلات مثل المجتمع والتاريخ والتركيه ومجموعه الموسيقى والفلكلور التركى والابحاث الفلكولوريه التركيه والنسل واللغة التركيه. وقد جمع كل انتقاداته في كتاب واحد سماه (الداخلين بدون دستور) في عام (1982).
و جامعة برنستون التي في الولايات المتحدة قُدمت الهدية العلميه الأولى إليه مجهزاً عمله في مجلدين في عام (1984). وفي عام (1988) الابحاث العلميه التركيه قد اخرجت هديه إلى (جوكياي) في العدلل السادس والسابع للمجلة. في عام (1989) قد حصل على دبلومه الدكتورا من قِبل جامعة إسطنبول. وفي عام (1991) اعطوه جائزة بعنوان (فنان الدولة). وقد تبرع من مكتبته التي تكونت من الكتب القيمة إلى مكتبه الابحاث السلاميه والديانات التركيه. والبروفيسور (جوناى كوت) قد بحث في القسم الرابع لأعماله مثل الاشعار والمقالات والترجمات والكتب المؤلفه. ونشرها في عام (1989).
(اورخان شايق جوكياى) الذي درس لآلآف الطلاب في حياته التعليميه لسبعين عاماً قد توفى بتاريخ (2/ديسمبر/1994) ودُفن في (نقاش تبه) التي في أسكدار.

## ما بعد وفاته
الاشعرا التي انتشرت عام (1976) باللغة الانجليزيه والتركيه هي خمس اشعار فقط طيله حياته وقد وضعها تحت اسم (هذا الوطن لمن؟!).1994
ومن عام (2001) قُدمت إليه جائزة شعرية من قِبل تلميذه (قدرت اونال) وزوجته (فرهونده).
وبعام (2002) قد انتشر شعره المسمى (بهذا الوطن لمن؟!) والذي جهزه (نيل تان وردفان جونجور). وقد سُمى شارع باسمه في (انبولو) التي تكون مكان مولده.

## بعض أعماله
- داده قورقوت (إسطنبول).
- كتاب داده قورقوت (اسطنبول1973).
- مختارات من كتاب شلبى (اسطنبول1968).
- الداخلين دون دستور (اسطنبول1982).

أشعاره
- (هذا الوطن لمن؟!).

## روابط خارجية
- مقالات تستعمل روابط فنية بلا صلة مع ويكي بيانات